# Zelanda
La Zelanda (in olandese Zeeland, /'zeˑ(ɪ̯)lɑnt/ ) è una provincia dei Paesi Bassi situata nella parte sud-occidentale dello stato.
Questa provincia dà il nome alla Nuova Zelanda, territorio scoperto dall'esploratore olandese Abel Tasman.

## Geografia

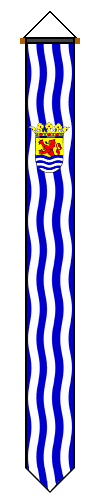
Gonfalone della provincia

È composta da diverse ex-isole (da cui il nome Zeeland, terra di mare) e di una striscia di terra confinante, a sud, con il Belgio (province delle Fiandre Occidentali, delle Fiandre Orientali e di Anversa, nelle Fiandre). La Zelanda confina anche con il Brabante Settentrionale a est, con l'Olanda Meridionale a nord ed è bagnata dal Mare del Nord a ovest. Occupa una grande porzione del delta del Reno, della Mosa e della Schelda ed il suo capoluogo è Middelburg. La popolazione della provincia è di circa 380 000 abitanti e la superficie è di 2684 km², di cui quasi 1140 km² coperti da acque.
Ampie parti della Zelanda si trovano sotto il livello del mare. L'ultima grande inondazione dell'area avvenne nel 1953. Il turismo è un'importante attività economica. Le sue spiagge soleggiate la rendono una popolare destinazione turistica in estate. La maggior parte dei turisti proviene dalla Germania. In alcune zone la popolazione quadruplica nei mesi estivi.

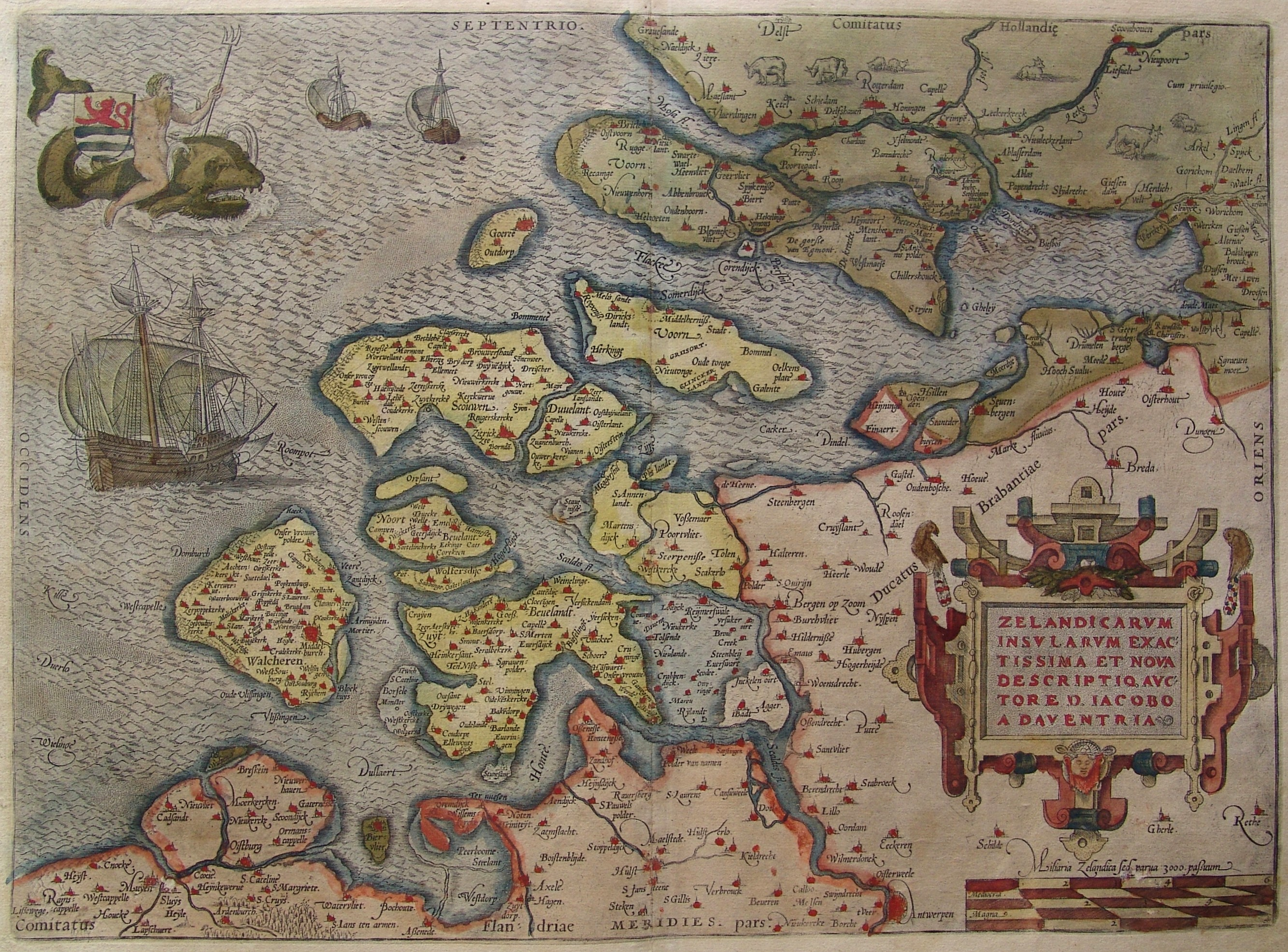
Illustrazione tratta dal volume Zelandicarum Insularum Exactissima Et Nova Descriptio (Nuova ed esattissima descrizione delle isole della Zelanda) del 1580, del cartografo olandese Abraham Ortelius.

## Suddivisioni
La penisola e le ex-isole sono:
- Fiandre zelandesi
- Zuid-Beveland (penisola confinante con Walcheren)
- Walcheren (penisola confinante con Zuid-Beveland)
- Noord-Beveland (ex-isola)
- Tholen (ex-isola)
- Schouwen-Duiveland (ex-isola)
- Sint-Philipsland (penisola)